# Sainte-Colombe (Ille-et-Vilaine)
Sainte-Colombe település Franciaországban, Ille-et-Vilaine megyében. Lakosainak száma 364 fő (2022. január 1.). Sainte-Colombe Coësmes, La Couyère, Janzé és Le Theil-de-Bretagne községekkel határos.

## Népesség
A település népessége az elmúlt években az alábbi módon változott:
| Lakosok száma | 296  | 276  | 262  | 300  | 316  | 332  | 351  | 356  | 356  | 364  |
|               | 1968 | 1982 | 1990 | 2006 | 2013 | 2015 | 2017 | 2019 | 2020 | 2022 |